# 奧斯汀港 (密歇根州)
奧斯汀港（英語：Port Austin）是位於美國密歇根州休倫縣奧斯汀港鎮區的一個村。

## 人口
根據2020年美國人口普查的數據，奧斯汀港的面積為2.60平方千米，當中陸地面積為2.56平方千米，而水域面積為0.04平方千米。當地共有人口622人，而人口密度為每平方千米239人。